# Herbert Fischer (Diplomat)
Herbert Fischer (* 10. April 1914 in Herrnhut; † 3. Februar 2006 in Berlin) war ein deutscher Diplomat. Er war von 1972 bis 1976 Botschafter der DDR in Indien.

## Leben
Herbert Fischer stammt als jüngstes von fünf Kindern aus einer streng religiösen Handwerkerfamilie. Sein Vater, dessen Überzeugungen er später nicht teilte, war Vorsteher in Herrnhut. Schon als Schüler kam er mit Lebensreformern, Freisiedlern, Vegetariern, Pazifisten und Sozialisten in Kontakt. In Auflehnung gegen sein Elternhaus verließ er kurz vor dem Abitur 1932 das Gymnasium.
1933 flüchtete er aus Deutschland, zunächst nach Frankreich und später nach Spanien. Als sich dort der Bürgerkrieg abzuzeichnen begann, gelangte er schließlich 1936 auf abenteuerliche Weise mit einem geschenkten Fahrrad sowie zeitweise auch mit Bus und Kahn reisend in den Ashram von Mahatma Gandhi in Wardha. Er nahm dort über ein Jahrzehnt an der indischen Unabhängigkeitsbewegung teil.
Zu Beginn des Zweiten Weltkrieges wurde Fischer samt Familie von der britischen Kolonialmacht interniert und 1946 nach Deutschland abgeschoben. 1947 kehrte er in seine Heimat – die Oberlausitz – zurück. Er studierte und wurde erst Neu-Lehrer, dann Direktor der „Geschwister-Scholl-Oberschule“ Löbau und später Direktor des Instituts für Lehrerbildung „Edwin Hoernle“ in Radebeul. 1956 begann er seine Tätigkeit im Außenministerium der DDR. Fast anderthalb Jahrzehnte war er Repräsentant der DDR in Indien, zunächst als stellvertretender Leiter und später als Leiter einer Handelsvertretung, dann als Generalkonsul und seit 1972 – nach der Anerkennung der DDR durch Indien – als Botschafter. 1973 bis 1974 war er von Neu-Delhi aus auch in Kathmandu als DDR-Botschafter für Nepal zweitakkreditiert. 1976 schied er aus dem diplomatischen Dienst und ging als Wissenschaftler in den SED-Parteiapparat.
1971 wurde er mit dem Vaterländischen Verdienstorden in Silber und 1974 mit dem Orden Banner der Arbeit ausgezeichnet.
Er ist Autor einiger Bücher, davon einem über Mahatma Gandhi (1981). Ein anderes Buch berichtet über seine Tätigkeit als Diplomat in Indien (1984), und sein letztes Werk (2002) „Unterwegs zu Gandhi“ behandelt seine persönlichen Erlebnisse mit Gandhi.
Im Mai 2003 bekam er vom indischen Premierminister Vajpayee bei dessen Staatsbesuch in Deutschland den Padma Bhushan, einen hohen indischen Orden, verliehen.
Seine Ehefrau (Tochter einer Bengalin und eines Engländers) stammt aus Jamaika. Mit ihr hat er drei Söhne, einer davon später ebenfalls im diplomatischen Dienst in Indien, eine Tochter sowie eine Adoptivtochter.